# Théorème de Vinogradov
Ne doit pas être confondu avec Théorème de Bombieri-Vinogradov.

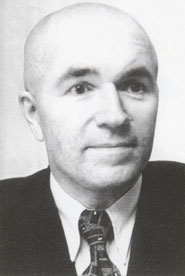
Ivan Vinogradov

En mathématiques, le théorème de Vinogradov est un résultat théorie des nombres. Il est surtout connu pour son corollaire : tout entier impair suffisamment grand peut être écrit comme la somme de trois nombres premiers, non nécessairement distincts. Cette conséquence du théorème de Vinogradov constitue une variante moins forte de la conjecture faible de Goldbach, laquelle, si elle était démontrée, indiquerait que tout nombre entier impair supérieur à cinq peut s'écrire comme somme de trois nombres premiers. L'énoncé exact du théorème de Vinogradov donne des bornes asymptotiques sur le nombre de représentations d'un nombre entier impair comme somme de trois nombres premiers.
Le théorème de Vinogradov porte le nom du mathématicien russe Ivan Vinogradov qui l'a démontré en 1937, par la méthode du cercle de Hardy-Littlewood.

## Énoncé du théorème
Soit A un nombre réel positif. Alors
où
où {\displaystyle \Lambda } est la fonction de von Mangoldt et où G(N) est le produit eulérien suivant :

## Lien avec la conjecture faible de Goldbach
Pour N pair, G(N) = 0 et l'estimation de r(N) fournie par le théorème est moins fine que d'autres déjà connues. À l'opposé, pour N impair, l'infimum des G(N) est > 0, si bien que le théorème prouve l'existence d'une constante C > 0 telle que pour tout N impair, r(N) ≥ CN2. On isole alors dans r(N) la partie R(N) de la série dans laquelle k1, k2 et k3 sont tous les trois premiers, et l'on montre que le reste (r – R)(N) est de l'ordre de O(N3/2log2N). Or si l'on note s(N) le nombre de façons d'écrire N comme somme de trois nombres premiers, on a trivialement R(N) ≤ s(N)log3N. Pour toute constante strictement positive D < C on obtient donc, pour tout N impair suffisamment grand :
Par conséquent, un tel N peut être écrit comme la somme de trois nombres premiers, ce qui démontre la conjecture faible de Goldbach dans tous les cas, sauf dans un nombre fini de cas.

## Détermination d'un seuil
Un seuil au-delà duquel un nombre est « suffisamment grand » pour vérifier la conjecture n'était pas explicitement quantifié dans l'énoncé du théorème de Vinogradov. La démonstration originelle de Vinogradov s'appuyait sur le théorème de Siegel-Walfisz (en), ce qui ne donnait pas de moyens de calculer un tel seuil.
Konstantin Borozdkin, un élève de Vinogradov, trouva en 1956 un seuil de {\displaystyle \mathrm {e} ^{\mathrm {e} ^{16{,}038}}\approx 3^{3^{15}}}.
Un seuil de 3,33 × 1043 000 fut démontré par Wang Yuan et Chen Jingrun en 1989, puis abaissé à 2 × 101 346 par Liu Ming-Chit et Wang Tian-Ze en 2002.
Si l'on pouvait montrer que tout nombre impair inférieur à ce seuil est somme de trois nombres premiers impairs, la conjecture faible de Goldbach serait démontrée. Néanmoins, l'exposant a encore besoin d'être réduit d'une bonne quantité avant qu'il soit techniquement possible de vérifier simplement chaque nombre inférieur au seuil.